# 金谷城
金谷城（かなやじょう）は、千葉県富津市金谷に位置する山城。この城は、上総と安房の国境にあり、戦国時代には里見氏の拠点として知られている。別名として、明鐘城（あけがねじょう）という名でも知られている。
| 金谷城 （千葉県） | 金谷城 （千葉県）  |
| ----------------- | ------------------ |
| 別名              | 明鐘城             |
| 城郭構造          | 連郭式山城         |
| 天守構造          | なし               |
| 築城主            | 真里谷信興         |
| 築城年            | 文明12年（1480年） |
| 主な城主          | 里見実堯、正木時茂 |

## 歴史
金谷城は戦国時代に里見実堯が城主であったと考えられている。実堯は、里見氏の内訌(天文の内訌)において当時の里見氏当主・里見義豊によって誅殺されその後、実堯の嫡男である里見義堯が北条氏と結び、義豊を討ち、里見氏の当主となった。しかし、後に里見氏と北条氏が手切れになると、戦略上の重要性からたびたび北条氏に侵攻された。 その後、金谷城には里見氏配下の正木氏が入った。正木氏は一時期北条氏に属し、その際北条方の城となるが、再び正木氏は里見氏に属し里見方の城として1590年の豊臣秀吉による小田原の役を迎えた。

## 現状
現在、金谷城の跡地はスポーツ施設「TJKリゾート金谷城」の敷地となっており、一般の立ち入りは制限されている。この施設は、宿泊やスポーツ活動を提供しており、周辺の観光スポットとしても知られている。 

## アクセス
TJKリゾート金谷城へのアクセスは、車での移動が一般的である。

## 周辺観光
金谷城周辺には、房総フラワーラインやいちご狩りが楽しめるスポットなど、さまざまな観光地がある。また、道の駅保田小学校では地元の野菜や特産品を購入することがでる。金谷城は、その歴史的背景と美しい景観から、多くの歴史愛好家や観光客に親しまれている。